# Dino Bošnjak
Dino Bošnjak (ur. 21 stycznia 1994) – chorwacki lekkoatleta specjalizujący się w biegach długodystansowych. Medalista mistrzostw Chorwacji. Rekordzista Chorwacji juniorów w biegach na 3000, 5000 i 10 000 metrów.
Bošnjak początkowo startował w biegach przełajowych. W 2010 roku zajął 95. miejsce w biegu juniorów podczas Mistrzostw Europy w Biegach Przełajowych 2010. Rok później w rywalizacji juniorów podczas mistrzostw Europy w biegach przełajowych był 30. W 2011 roku startował także w Letnim Europejskim Festiwalu Młodzieży 2011, gdzie w biegu na 3000 metrów zajął 14. pozycję oraz w Mistrzostwach Świata Juniorów Młodszych w Lekkoatletyce 2011, gdzie w tej samej konkurencji odpadł w fazie eliminacyjnej. W 2012 roku wziął udział w Mistrzostwach Świata Juniorów w Lekkoatletyce 2012, gdzie w biegu na 5000 metrów zajął 9. miejsce, uzyskując najlepszy wynik spośród Europejczyków. W tym samym roku ustanowił także rekordy Chorwacji juniorów w biegach na 3000, 5000 i 10 000 metrów (wyniki uzyskane na 5000 i 10 000 metrów były także najlepszymi rezultatami spośród wszystkich europejskich juniorów urodzonych w 1994 roku w sezonie 2012) oraz zdobył swoje pierwsze złote medale mistrzostw Chorwacji seniorów. Po zakończeniu sezonu został nominowany do udziału w plebiscycie European Athletics na wschodzącą gwiazdę europejskiej lekkoatletyki, w którym zajął 9. miejsce. W 2013 startował na mistrzostwach Europy juniorów w Rieti, na których zdobył brąz w biegu na 10 000 metrów, a na dwa razy krótszym dystansie był szósty.

## Rekordy życiowe
- Bieg na 3000 metrów – 7:57,57 (2017)
- Bieg na 5000 metrów – 14:13,48 (2012) – rekord Chorwacji juniorów
- Bieg na 10 000 metrów – 29:41,20 (2012) – rekord Chorwacji juniorów